# Pagar Alam
Pagar Alam è una città dell'Indonesia, situata nella provincia di Sumatra Meridionale.